# Patrick Leagas
D'abord, membre du groupe Runners from 84, Patrick Leagas devient en 1981 un des membres fondateurs du groupe anglais Death in June, créé par le bassiste Pearce et le guitariste Tony Waterford, qui venaient de quitter le groupe punk  Crisis (1975–1981).
Il quitte Death in June en avril 1985, après une courte tournée en Italie. En 1986, Leagas, qui se faisait désormais appeler Patrick O-Kill, forme Sixth Comm.
Les premières sorties de Sixth Comm mélange synth-pop mélancolique, rythmes rituels et expérimentations sonores. L’imagerie de Sixth Comm et de la plupart des disques de Patrick Leagas est fortement influencé par la mythologie nordique et la magie. Il a ainsi collaboré avec l’occultiste Freya Aswynn.
En 1989, Leagas rencontra la vocaliste Amodali dans un club de Liverpool. Ils collaborèrent tous les deux de manière intensive dans les années 1990 sous le nom Mother Destruction.
Depuis qu'il a quitté Death In June, Leagas a participé à quelques concerts du groupe.

## Discographie
| Année | Artiste                         | Titre                         | Format, Notes           |
| ----- | ------------------------------- | ----------------------------- | ----------------------- |
| 1978  | The Runners From 84             | EP                            | 7" - 4 titres           |
| 1981  | Death in June                   | Heaven Street                 | 12" Single              |
| 1982  | Death in June                   | State Laughter                | 7" Single               |
| 1983  | Death in June                   | Guilty Have No Pride          | Album                   |
| 1984  | Death in June                   | Burial                        | Album                   |
| 1984  | Death in June                   | She Said Destroy              | 12" Single              |
| 1984  | Death in June                   | She Said Destroy / Calling    | 7" Single               |
| 1985  | Death in June                   | "Nada!"                       | Album                   |
| 1985  | Death in June                   | Born again                    | 12" Single              |
| 1987  | Sixth Comm                      | Content with Blood            | Album                   |
| 1987  | Sixth Comm                      | Fruits of Yggdrasil           | Album avec Freya Aswynn |
| 1987  | Six Comm                        | The Taste For Flesh           | 12" Single              |
| 1987  | Sixth Comm                      | A Nothing Life                | Cassette / Album        |
| 1987  | Six Comm                        | To Burn that cries            | Mini-album (cassette)   |
| 1990  | Six Comm                        | Morthogenisis                 | Mini-album              |
| 1990  | Sixth Comm                      | Asylum                        | Album                   |
| 1990  | Sixth Comm / Mother Destruction | Seething                      | Album                   |
| 1992  | Mother Destruction              | Ascending The Spiral Groove   | Mini Album              |
| 1994  | Sixth Comm / Mother Destruction | Pagan Dance                   | Album                   |
| 1994  | Sixth Comm / Mother Destruction | Serpent Dance                 | 3 vinyles 12"           |
| 1998  | Mother Destruction              | Hagazussa                     | Album                   |
| 2000  | Mother Destruction              | Chemantra                     | Album                   |
| 2007  | 6comm                           | Headless - Let the Moon Speak | Double Album            |
| 2009  | 6comm                           | Like Stukas Angels Fall       | Album                   |

Six Comm (période 1985/89) - Mini Album - Interdiction (sortie annulée ou juste sur cassette limitée ?)